# Belote
Belote, bzw. vielmehr La Belote, ist der Name eines bekannten und beliebten französischen Kartenspiels. Es ist ein Bindeglied zwischen dem in den Niederlanden gespielten Klaverjassen und dem schweizerischen Jass. Von diesen drei Spielen ist es das jüngste. In Osteuropa sind Varianten unter dem Namen Belot verbreitet. In Baden ist das Spiel unter dem Namen Cäsar bekannt.

## Zur Geschichte
Belote ist zu Beginn des 20. Jahrhunderts in Frankreich entstanden; eine Reihe von Spielen im europäischen Ausland sind dem früher auch als „Belotte“ bezeichneten Kartenspiel sehr ähnlich, darunter Jass aus der Schweiz, Klammern aus Deutschland und Klaverjassen aus den Niederlanden. Zusammen mit dem Tarot zählt Belote zu den beliebtesten Kartenspielen Frankreichs.
Belote leitet sich möglicherweise vom Namen des F. Belot ab, der dieses Spiel niederländischer Herkunft perfektioniert haben soll. Eine andere Theorie führt es auf den Ausdruck bel atout (schöner Trumpf) zurück.

## Karten
Für Belote werden 32 Karten mit französischem Bild verwendet. Als Kartenwerte kommen vor: Ass, 10, König (Roi), Dame, Bube (Valet), 9, 8 und 7 jeweils in den bekannten vier Farben Kreuz (trèfle), Pik (pique), Herz (cœur), Karo (carreau) (Reihenfolge der Farben in absteigender Reihenfolge).

## Anzahl der Spieler, Ziel des Spiels
Im Regelfall – Abweichungen sind möglich! – wird Belote zu viert gespielt, nämlich in 2 Teams zu je 2 Spielern. Ziel ist es, eine vorher festgelegte Punktzahl (üblicherweise 501, evtl. auch 301) zu erreichen; wer dies zuerst geschafft hat, hat gewonnen.

## Punktwerte
| Bube | 9  | Ass | 10 | König | Dame | 8, 7 |
| ---- | -- | --- | -- | ----- | ---- | ---- |
| 20   | 14 | 11  | 10 | 4     | 3    | 0    |

Bemerkung: Bei der Trumpffarbe ist also der Bube die höchste Karte und die 9 die zweithöchste!
| Ass | 10 | König | Dame | Bube | 9, 8, 7 |
| --- | -- | ----- | ---- | ---- | ------- |
| 11  | 10 | 4     | 3    | 2    | 0       |

## Spielablauf

### Beginn des Spiels
Zunächst erhält jeder Spieler fünf Karten (eine Runde mit drei und dann eine Runde lang zwei Karten). Dann wird vom Reststapel die oberste Karte umgedreht. Der Reihe nach müssen nun die Spieler entscheiden, ob sie diese aufgedeckte Karte annehmen; falls jemand dies tut, wird er zum Spielführer (preneur) und die Farbe der angenommenen Karte wird Trumpf (atout). Die restlichen Karten werden dann noch ausgegeben, dabei eine weniger an den Nehmer. Lehnen alle Spieler die Karte ab, so dürfen sie in einem zweiten Durchgang bestimmen, ob sie Spielführer sein wollen und, wenn ja, welche Farbe Trumpf sein soll. Die Farbe die in der ersten Abfragerunde zur Wahl stand, darf dann aber nicht mehr gewählt werden. Falls sich auch hierbei kein Spielführer herauskristallisiert (nulle donne), werden die Karten zusammengeworfen und es wird eine neue Spielrunde begonnen.

### Fortgang des Spiels
Meldungen im Spiel
Hat ein Spieler drei Karten einer Farbe hintereinander (7, 8, 9 - 8, 9, 10 - 9, 10, B - 10, B, D - B, D, K - D, K, A), so kann er eine Terz melden.
Hat ein Spieler vier Karten einer Farbe in einer Reihe (7, 8, 9, 10 - 8, 9, 10, B - 9, 10, B, D - ...), so kann er eine Fünfzig oder auch sogenannte Fünf Ziegen melden.
Bei fünf Karten in einer Reihe (7, 8, 9, 10, B - 8, 9, 10, B, D - 9, 10, B, D, K - 10, B, D, K, A) meldet der betreffende Spieler eine Hundert.
Des Weiteren gibt es noch carrés:
- 4 × Bube = 200 Punkte
- 4 × 9 = 150 Punkte
- 4 × 10 = 100 Punkte
- 4 × Dame = 100 Punkte
- 4 × König = 100 Punkte
- 4 × Ass = 100 Punkte
- 4 × 8 = nichts
- 4 × 7 = nichts

Einer der Spieler spielt eine Karte aus. Danach müssen nun die anderen Spieler nach bewährter Manier eine Karte derselben Farbe ausspielen. Falls eine solche nicht vorhanden ist, muss (falls vorhanden) eine Trumpfkarte gespielt werden oder eine beliebige Karte, falls keine Trumpfkarte vorhanden ist.
Wurde ein Trumpf ausgespielt, so ist stets ein höherer Trumpf auszuspielen. Als Ausnahme gilt: Wenn das Spielerpaar den Stich bekommen hat, so ist auch eine niedrige Karte ausspielbar, sofern eine solche vorhanden ist. Es gilt also Trumpfzwang in allen Farben und Stichzwang in der Trumpffarbe.
Der Spieler, der sowohl König als auch Dame der Trumpffarbe im Besitz hat, kann beim Ausspielen der ersten dieser beiden Karten belote ansagen, bei der zweiten rebelote.
Die vier ausgespielten Karten fallen demjenigen zu, der die höchste Karte gelegt hat.
Die nächste Runde beginnt: Der Spieler, der den letzten Stich erhalten hat, spielt eine Karte aus, dann folgen die anderen usw. Dies wird so lange wiederholt, bis alle Karten ausgespielt sind.

### Punktabrechnung
Nach der obigen Tabelle werden am Ende einer Runde alle Punkte zusammengezählt.
Unter einigen Umständen erhalten die Parteien zusätzlich Punkte:
- Der letzte Stich bringt der Partei, die ihn gemacht hat, 10 Punkte ein (dix de der *).
- Hat eine Partei alle Stiche gemacht, gibt es einen Bonus von 100 Punkten (capot), dann aber nicht die 10 Punkte für den letzten Stich.
- Das Melden des Trumpfpaares aus König und Dame beschert der jeweiligen Partei 20 Punkte (belote-rebelote).

( *= Ein Wortspiel im Französischen, entspricht etwa dem Zehner von Letz.)

### Wertung der erzielten Punkte
Bis zu diesem Zeitpunkt haben sich zwar auf beiden Konten Punkte angesammelt, diese werden jedoch nur unter bestimmten Umständen gewertet, in anderen Fällen geht eine der Parteien leer aus. Folgende Fälle sind zu unterscheiden:
- Die Partei des Spielführers hat mehr Punkte erzielt als die gegnerische Partei (le preneur FAIT son contrat): Die Punkte beider Parteien werden auf dem jeweiligen Konto gewertet.
- Die Partei des Spielführers hat weniger Punkte erzielt als die gegnerische Partei (le preneur est DEDANS): Bei der gegnerischen Partei werden nicht nur die eigenen Punkte gewertet; dazu kommen vielmehr zusätzlich die Punkte der Spielführerpartei.
- Beide Parteien haben gleich viele Punkte (le preneur est mis en LITIGE): Bei der gegnerischen Partei werden die eigenen Punkte gewertet; die Punkte der Spielführerpartei werden „eingefroren“ und in der nächsten Runde beim Gewinner der Runde gewertet.

## Abweichungen im Turnier-Belote
Das Spiel wurde hier in der Art vorgestellt, wie es privat gespielt wird. Im Turnier-Belote entfallen alle Meldemöglichkeiten mit Ausnahme des Trumpfpärchens. Dadurch soll der Faktor „Glück“ verringert werden.

## Traditionen
Traditionell werden beim Belote die Karten nicht gemischt. Es wird lediglich abgehoben.
Gespielt wird im Gegenuhrzeigersinn.
In der ersten Abfragerunde, wer nicht Spielführer sein möchte, antwortet mit „je passe“. Möchte man auch in der zweiten Runde nicht, so antwortet man dann „deux fois“.

## Forciertes Spiel
Um das neuerliche Geben der Karten bei acht Ablehnungen zu vermeiden, kann man folgende zwei Regeln unabhängig voneinander einführen:
- Liegt ein Bube aus, also der höchste Trumpf, so muss der erste Spieler das Spiel machen.
- Ergab auch die zweite Fragerunde keinen Spielführer, so muss der Kartengeber spielen. Hierzu hat er aber wieder die Wahl unter allen vier Farben.